# Vicente J. Benet
Vicente J. Benet (Valencia, España, 27 de junio de 1962) es un profesor e historiador de cine español.

## Reseña biográfica
Vicente J. Benet estudió en la Universidad de Valencia, especializándose en Historia del Cine. En la actualidad es catedrático de Comunicación Audiovisual en la Universidad Jaume I. Dedica su investigación a la historia cultural de las imágenes, especialmente las cinematográficas. Ha publicado libros y numerosos artículos sobre la historia del cine, la representación de los conflictos armados, la figura de la víctima en los audiovisuales y los imaginarios asociados a España. Actualmente trabaja en un proyecto sobre la construcción de identidades nacionales a través de la cultura popular durante los años treinta. También investiga la imagen turística de España como país de experiencias extremas. A lo largo de su carrera, Benet ha publicado tanto ensayo académico como divulgativo, con especial atención al cine español.
En 2013 la Academia de las Artes y las Ciencias Cinematográficas de España le entregó el Premio Ricardo Muñoz Suay para trabajos de investigación por su libro El cine español. Una historia cultural, publicado por editorial Paidós.

## Libros
- El cine español. Una historia cultural (2012)
- Les enjeux du cinéma espagnol (coeditado con Vicente Sánchez Biosca, 2011)
- Las masas en el cine de entreguerras (2008)
- La cultura del cine (2004)
- Lo que el viento se llevó (2003)
- La publicidad en el Tercer Sector: tendencias y perspectivas de la comunicación solidaria (2003)
- Decir, pensar, contar la guerra (coeditado con Vicente Sánchez Biosca, 2001)
- El tiempo de la narración clásica (1992)

## Distinciones
- Premio Ricardo Muñoz Suay (2013)